# Personal Responsibility in Food Consumption Act
Der Personal Responsibility in Food Consumption Act, auch unter der Bezeichnung Cheeseburger Bill (deutsch: Cheeseburger-Gesetz) bekannt, ist ein vom Repräsentantenhaus der Vereinigten Staaten entworfenes Gesetz zur persönlichen Verantwortung beim Nahrungsmittelkonsum. Es sollte Fastfood-Ketten vor Schadensersatzklagen ihrer Kunden schützen.

## Entstehung
Das Cheeseburger-Gesetz wurde im Jahre 2005 infolge vieler Klagen der amerikanischen Staatsbürger entworfen. Da mehr als 120 Mio. Bürger aus den Vereinigten Staaten übergewichtig sind, wurde versucht, Fastfood-Ketten dafür verantwortlich zu machen. Immer mehr Klagen trafen daher bei den US-amerikanischen Gerichten ein, wonach Schnell-Restaurants die Schuld am Übergewicht vieler Menschen trügen.
Zum Schutz vor Sammelklagen und hohen Schadensersatzforderungen – die in den Vereinigten Staaten üblich sind – wurde während der Amtszeit von George W. Bush das Gesetz mit 306 zu 120 Stimmen vom Repräsentantenhaus vorgeschlagen. Fastfood-Ketten sollten demzufolge nicht mehr für die Adipositas der Bürger verantwortlich gemacht werden können. Das Gesetz wurde jedoch nicht vom Senat der Vereinigten Staaten verabschiedet und ist daher nicht in Kraft getreten.